# Adoretus flavilabris
Adoretus flavilabris är en skalbaggsart som beskrevs av Leon Fairmaire 1897. Adoretus flavilabris ingår i släktet Adoretus och familjen Rutelidae. Inga underarter finns listade i Catalogue of Life.